# أليخاندرا غوزمان
أليخاندرا غابرييلا غوزمان بينال والمعريف في الوسط الفني باسم أليخاندرا غوزمان (بالإسبانية: Alejandra Guzmán) (9 فبراير 1968 في مدينة مكسيكو، المكسيك) هي مغنية، ممثلة وملحنة مكسيكية. باعت أكثر من 60 ميليون نسخة من جميع ألبوماتها أثناء مسيرتها الفنية. وهي ابنة المغني إنريكي غوزمان والممثلة سيلفيا بينال.

## ديسكوغرافيا

### الألبومات
| السنة | الإسم                        | الإسم الأصلي      |
| ----- | ---------------------------- | ----------------- |
| 1988  | وداعا أمي                    | Bye Mamá          |
| 1989  | سيدتي أحبك                   | Dame Tu Amor      |
| 1990  | جميلة إلى الأبد              | Eternamente Bella |
| 1991  | زهرة الورق                   | Flor de Papel     |
| 1993  | حر                           | Libre             |
| 1994  | ضخم                          | Enorme            |
| 1996  | تغيير الجلد                  | Cambio de Piel    |
| 1999  | شيء طبيعي                    | Algo Natural      |
| 2001  | أنا                          | Soy               |
| 2004  | أحمر الشفاه                  | Lipstick          |
| 2006  | لا يمحى                      | Indeleble         |
| 2007  | قوة                          | Fuerza            |
| 2009  | فقط                          | Único             |
| 2015  | إلى الأقصى                   | A + No Poder      |
| 2017  | مقابل (بمشاركة غلوريا تريفي) | Versus            |

## الجوائز
| السنة | الجائزة               | الفئة                        | العمل            | النتيجة |
| ----- | --------------------- | ---------------------------- | ---------------- | ------- |
| 2002  | جائزة غرامي اللاتينية | أفضل ألبوم روك منفرد         | أنا              | فوز     |
| 2006  | جائزة أسكاب اللاتينية | بوب بالاد                    | العودة إلى الحب  | فوز     |
| 2009  | جائزة أسكاب اللاتينية | بوب بالاد                    | سري أنا فقط      | فوز     |
| 2012  | جائزة أسكاب اللاتينية | بوب بالاد                    | يوم الحظ         | فوز     |
| 2006  | جائزة لالونا          | أفضل أداء روك حي             | أليخاندرا غوزمان | فوز     |
| 2006  | جوائز أويي            | أفضل ألبوم للسنة وأفضل مغنية | لا يمحى          | فوز     |
| 2010  | جوائز الشباب          | أفضل مغنية روك               | أليخاندرا غوزمان | فوز     |
| 2012  | جوائز الشباب          | أفضل موضوع عمل فني           | يوم الحظ         | فوز     |

## روابط خارجية
- أليخاندرا غوزمان على موقع IMDb (الإنجليزية)
- أليخاندرا غوزمان على موقع ميوزك برينز (الإنجليزية)
- أليخاندرا غوزمان على موقع أول موفي (الإنجليزية)
- أليخاندرا غوزمان على موقع أول ميوزيك (الإنجليزية)
- أليخاندرا غوزمان على موقع ديسكوغز (الإنجليزية)
- أليخاندرا غوزمان على موقع قاعدة بيانات الفيلم (الإنجليزية)
- الموقع الرسمي